# Zapasy na Igrzyskach Boliwaryjskich 2001
Turniej w ramach Igrzysk w Ambato w 2001

## Tabela medalowa
Gospodarz zawodów został zaznaczony kolorem.
| Poz.  | Państwo   |    |    |    | Łącznie |
| ----- | --------- | -- | -- | -- | ------- |
| 1.    | Wenezuela | 15 | 5  | 2  | 22      |
| 2.    | Kolumbia  | 5  | 6  | 4  | 15      |
| 3.    | Peru      | 1  | 7  | 7  | 15      |
| 4.    | Panama    | 1  | 2  | 1  | 4       |
| 5.    | Ekwador   | 0  | 2  | 6  | 8       |
| 6.    | Boliwia   | 0  | 0  | 1  | 1       |
| Razem | Razem     | 22 | 22 | 21 | 65      |

## Wyniki

### W stylu klasycznym
| Waga   | złoty             | srebrny           | brązowy           |
| ------ | ----------------- | ----------------- | ----------------- |
| 54 kg  | Jorge Cardozo     | Joël Basaldúa     | Rogelio Alanes    |
| 58 kg  | Luis Liendo       | Sidney Guzmán     | Ariel Lenis       |
| 63 kg  | Endrix Arteaga    | Julio Cuenú       | Mauricio Atamaint |
| 69 kg  | Yorli Patiño      | Luis Izquierdo    | Víctor Méndez     |
| 76 kg  | Cristian Mosquera | Sixto Barrera     | Jean Ramírez      |
| 85 kg  | Luis Talavera     | Félix Isisola     | Alexánder Camacho |
| 97 kg  | Eddy Bartolozzi   | Arnulfo Hernández | Ilich Michilerio  |
| 130 kg | Rafael Barreno    | Alfredo Far       | Juan Cruz         |

### W stylu wolnym
| Waga   | złoty             | srebrny         | brązowy               |
| ------ | ----------------- | --------------- | --------------------- |
| 54 kg  | Fredy Serrano     | Héctor Camacho  | Arturo Soto           |
| 58 kg  | Luis Cortés       | Freddy Tobar    | Ricardo Roberty       |
| 63 kg  | José Paico        | Miguel Fuentes  | Juan Edgardo Castillo |
| 69 kg  | Edison Hurtado    | Jhonny Cedeño   | René Guerrero         |
| 76 kg  | Leonardo González | José Aguilar    | Hipólito Jiménez      |
| 85 kg  | Luis Jiménez      | Alberto Montoya | Félix Isisola         |
| 97 kg  | Arnulfo Hernández | Edgar Becerra   | Ilich Michilerio      |
| 130 kg | Yonsy Sánchez     | Alfredo Far     | Juan Cruz             |

### W stylu wolnym kobiet
| Waga  | złoty           | srebrny       | brązowy        |
| ----- | --------------- | ------------- | -------------- |
| 46 kg | Mayelis Caripá  | Corina Manco  | Janeth Gómez   |
| 51 kg | Marcia Andrades | Flor Quispe   | Rita Mateus    |
| 58 kg | Yoselin Rojas   | Ester Mendoza | Roxana Klínger |
| 62 kg | Rainel Guerra   | Mayerly Ruíz  | Martha Reina   |
| 68 kg | Xiomara Guevara | Tamara Angulo | ----           |
| 75 kg | Yasmil Ramos    | Flor Cuatin   | Erika Ordóñez  |